# Iglesia de San Juan Bautista (Fuendejalón)

La iglesia de San Juan Bautista es un templo parroquial católico del municipio zaragozano de Fuendejalón, adscrito al arciprestazgo de Huecha de la diócesis de Tarazona.
Se trata es un templo de piedra de sillería construido en estilo gótico tardío.
Consta de una nave única con capillas entre los contrafuertes.
El ábside es semihexagonal y la bóveda de la nave interior es de crucería estrellada.
La construcción está coronada por una torre con decoración mudéjar aragonés. El cuerpo mudéjar de la misma tiene tres pisos que se retranquean en altura, con el fin de conseguir una sensación de mayor altura. En la parte superior, un chapitel piramidal vidriado acentúa aún más la verticalidad de la construcción. Al igual que otras torres mudéjares de época avanzada, la decoración en ladrillo es escasa y repetitiva. En época moderna se instaló un reloj en su fachada sur.
En el interior del edificio se pueden admirar valiosas pinturas al fresco y tallas del siglo XIII. El retablo mayor es de finales del siglo XVI y está compuesto por una serie de tableros con pasajes de la vida de San Juan Bautista.
Como fecha de construcción figura «19 de agosto de 1567».